# Le Roi des gitans
Pour plus de détails, voir Fiche technique et Distribution.
Le Roi des gitans (King of the Gypsies) est un film américain réalisé par Frank Pierson, sorti en 1978.

## Synopsis
Dans les milieux criminels de la ville de New York, Zharko Stepanowicz, qui est considérer comme le roi des gitans, décide de passer le flambeau à son fils Dave. Ce dernier se désiste, laissant le père désemparé.

## Fiche technique
- Titre original : King of the Gypsies
- Titre français : Le Roi des gitans
- Réalisation : Frank Pierson
- Scénario : Frank Pierson d'après le roman de Peter Maas
- Direction artistique : John Jay Moore
- Décors : Gene Callahan, Robert Drumheller et John Godfrey
- Costumes : Anna Hill Johnstone
- Photographie : Sven Nykvist
- Montage : Paul Hirsch
- Musique : David Grisman
- Production : Federico De Laurentiis
  - Production déléguée : Dino De Laurentiis
  - Production associée : Anna Gross
- Société(s) de production : Dino De Laurentiis Company
- Société(s) de distribution : Paramount Pictures
- Pays de production : États-Unis
- Année : 1978
- Langue originale : anglais
- Format : couleur (Technicolor) – 35 mm – 1,78:1 – mono
- Genre : drame
- Durée : 112 minutes
- Dates de sortie : 
  - États-Unis : 20 décembre 1978 (New York)
  - France : 28 février 1979
- Affiche : Jouineau Bourduge (France)

## Distribution
- Eric Roberts : Dave
- Sterling Hayden : Roi Zharko Stepanowicz
- Shelley Winters : Reine Rachel
- Susan Sarandon : Rose
- Brooke Shields : Tita
- Annette O'Toole : Sharon
- Judd Hirsch : Groffo
- Annie Potts : Persa
- Michael V. Gazzo : Spiro Giorgio
- Antonia Rey : Danitza Giorgio
- Matthew Laborteaux : Dave jeune
- Alice Drummond : l'infirmière de Zharko
- Michael Higgins : le juge du tribunal
- Rachel Ticotin : Danseuse gitane
- Sam Coppola : (non crédité)

## Distinction

### Nomination
- Golden Globes 1979 :
  - Golden Globe de la révélation masculine de l'année pour Eric Roberts